# Bob Perelman

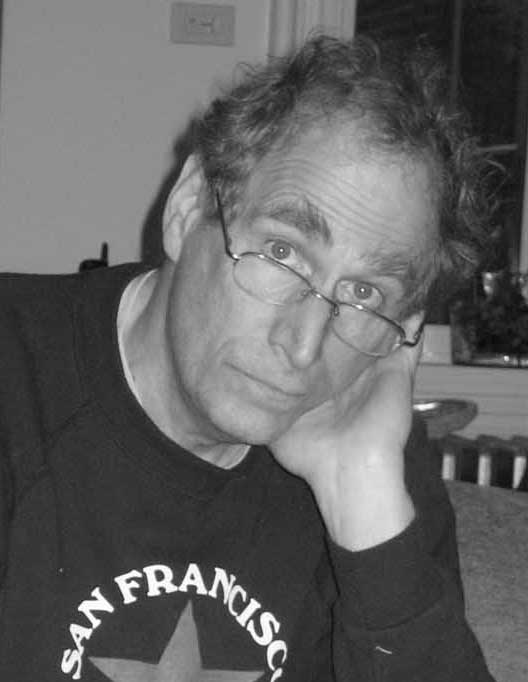

Bob Perelman (nacido en 1947 en Youngstown (Ohio) es un poeta, crítico, editor y profesor estadounidense. A menudo se le asocia con el grupo de los Poetas del Lenguaje. Perelman es profesor de Inglés en la Universidad de Pensilvania.

## Vida y obra
Braille, el primer libro de Bob Perelman, consistente en una serie de "improvisaciones" inspiradas por William Carlos Williams, fue publicado en 1975. Sus muchas obras desde entonces incluyen The First World (1986), Face Value (1988), Captive Audience (también en 1988), y Virtual Reality (1993). En 1999 fue publicada una selección de sus poemas bajo el título Ten to One.
El trabajo como crítico de Perelman se centra a menudo en la poesía y en el modernismo, siendo autor de varios libros de texto, incluyendo The Trouble with Genius (1994) y The Marginalization of Poetry: Language Writing and Literary History (1996). Perelman se ha viso envuelto en varios proyectos editoriales, incluyendo Writing/Talks (1985), un volumen que recogía conferencias de poetas recopiladas por Perelman en San Francisco (California) en la década de los 70.
Perelman tiene un M.A. en Arte y cultura clásica de la Universidad de Míchigan, un M.F.A. del Iowa Writers' Workshop en la Universidad de Iowa y un doctorado de Berkeley.

## Obra seleccionada
Poesía
- Braille, Ithaca House Press (Ithaca, NY), 1975.
- Seven Works, Figures (Berkeley, CA), 1978.
- a.k.a, Tuumba Press (Berkeley, CA), 1979.
- Primer, This Press (San Francisco), 1981.
- To the Reader, Tuumba Press, 1984.
- The First World, Figures (Great Barrington, MA), 1986.
- Face Value, Roof Press (New York), 1988.
- Captive Audience, Figures, 1988.
- Virtual Reality, Roof Press, 1993.

- Ten to One: Selected Poems, Wesleyan University Press (Middletown, CT), 1999.
- Playing Bodies, en colaboración con el pintor Francie Shaw, (N. Y.: Granary Books, 2003).
- IFLIFE (New York: Roof Books, 2006).

Teatro
- The Alps (producida en San Francisco, 1980), publicada en Hills (Berkeley, CA), 1980.

No ficción
- Writing/Talks, Southern Illinois University Press (Carbondale), 1985. (Editor)
- The Trouble with Genius: Reading Pound, Joyce, Stein, and Zukovsky, University of California Press (Berkeley), 1994.
- The marginalization of poetry: Language writing and literary history, Princeton University Press, 1996. ISBN 9780691021386
- (como coautor) The Grand Piano: An Experiment in Collective Autobiography. (Detroit, MI: Mode A/This Press, 2006 — actualmente). ISBN 978-0-9790198-0-7